# Labeo indramontri
Labeo indramontri és una espècie de peix cipriniforme de la família dels ciprínids que es troba a Tailàndia i al riu Mekong.